# Sukcinska kiselina
Sukcinska kiselina (butandionska kiselina, ćilibarna kiselina) je dikarboksilna kiselina. Sukcinska kiselina je bela čvrsta materija, bez mirisa. Ona je diprotična kiselina. Sukcinat učestvuje u ciklusu limunske kiseline, procesu kojim se oslobađa energija. Njeno ime je izvedeno iz lat. succinum, sa značenjem ćilibar, iz čega se ova kiselina može dobiti. Jantarna kiselina ima snažno ljekovito djelovanje bez izazivanja nuspojava i ovisnosti. Kiselina ima glavni učinak na poboljšanje ćelijskih procesa u organizmu, održavanje vitalne aktivnosti ćelija, nervnog i endokrinog sistema, bubrega, jetre i srca, otporna je na stres, jača imunitet, neutrališe otrove povezane sa pušenjem, alkoholom, zahvaljujući tome postoji je potpuna asimilacija potrebnih mikroelemenata hrane, vitamina, aktiviraju se važni enzimi, proizvodi se inzulin.

## Produkcija i reakcije
Ćilibarna kiselina je originalno dobijena iz ćilibara mlevenjem i destilacijom u peščanom kupatilu. U prošlosti je uglavnom spoljašnje korištena za tretman reumatičnih bolova, i unutrašnje za lečenje okorelih slučajeva gonoreje.
Sukcinska kiselina se proizvodi na nekoliko načina. Česti industrijski putevi su hidrogenacija maleinske kiseline, oksidacija 1,4-butanediola, i karbonilacija etilen glikola.
Sukcinska kiselina se može konvertovati u fumarnu kiselinu oksidacijom. Dietil estar je supstrat u Stobijevoj kondenzaciji. Dehidratacija sukcinske kiseline proizvodi sukcinski anhidrid.

## Spoljašnje veze
- Архивирано на веб-сајту  (11. март 2007)
- Архивирано на веб-сајту  (1. јул 2007)
- Архивирано на веб-сајту  (11. мај 2009)